# HMS Sovereign (S108)
El HMS Sovereign (S108) fue un submarino nuclear de la clase Swiftsure de la Marina Real británica en servicio de 1974 a 2006.

## Historial operativo
En 1976, el Sovereign jugó un papel en Operation Brisk; el submarino salió a la superficie en el Polo Norte geográfico el 20 de octubre de 1976 como parte del ejercicio, probando los sistemas de navegación y el rendimiento del equipo a bajas temperaturas.
El HMS Sovereign realmente salió a la superficie el 21 de octubre de 1976 a mitad de camino entre el Polo Norte Geográfico y el extremo norte de la isla de Ellesmere. Brisk fue una operación coordinada entre la Royal Navy y la Unidad de Evaluación y Prueba Marítima de las Fuerzas Canadienses (MP&EU) de CFB Summerside , Isla del Príncipe Eduardo. MP&EU estaba en un proyecto de seis años de evaluación de dispositivos de detección remota aerotransportados, incluidos SLAR , ILRS y un perfilómetro láser , que se usaron para obtener imágenes durante la superficie a través del hielo del Sovereign.
El Sovereign se sometió a una remodelación extensa a mediados de la década de 1990 y se volvió a dedicar en enero de 1997. Se descubrieron grietas en el eje de cola durante las pruebas en el mar posteriores a la remodelación y se envió a Rosyth para 14 semanas de reparaciones de emergencia en junio de 1998 antes de regresar a Faslane.
El Sovereign se utilizó para el curso de comando de submarinos "Perisher" en junio de 1999, así como para otros cruceros de entrenamiento. Formó parte del ejercicio Linked Seas de la OTAN en mayo de 2000, operando en el Golfo de Vizcaya.
A principios de la década de 2000, el Sovereign estuvo fuera de servicio durante algún tiempo debido a problemas en el reactor, una falla que compartía con otros de su clase. Aunque volvió a estar en pleno servicio en julio de 2005, el submarino fue dado de baja en septiembre de 2006.